# 銅仁府

貴州省の銅仁府の位置（1820年）

銅仁府（どうじんふ）は、中国にかつて存在した府。明代から民国初年にかけて、現在の貴州省銅仁市一帯に設置された。

## 概要
1413年（永楽11年）、明により銅仁府が置かれた。銅仁府は貴州省に属し、銅仁長官司・省渓長官司・提渓長官司・大万山長官司・烏羅長官司・平頭著可長官司の6長官司を管轄した。1598年（万暦26年）、銅仁長官司は銅仁県と改められた。
清のとき、銅仁府は貴州省に属し、銅仁県を管轄した。
1913年、中華民国により銅仁府は廃止された。